# Thomasville (North Carolina)
Thomasville ist eine City im US-Bundesstaat North Carolina. Sie liegt im Davidson County und im Randolph County. Die Einwohnerzahl beträgt 27.183 (Stand: Volkszählung 2020).

## Geschichte
John Warwick Thomas wurde am 27. Juni 1800 geboren und besaß im Alter von 22 Jahren 384 Acres (155 ha) in der Gegend von Cedar Lodge, nachdem er Mary Lambeth, die Tochter von Moses Lambeth, geheiratet hatte. Im Jahr 1848 wurde er Senator im Senat von North Carolina. Er setzte sich für den Bau einer Eisenbahnlinie durch Davidson County ein und investierte sogar eigenes Geld. Da er wusste, dass die Eisenbahn kommen würde, errichtete Thomas 1852 den ersten Laden der Gemeinde an der heutigen West Main and Salem Street, und die Gemeinde wurde nach ihrem Gründer Thomasville genannt. Im Jahr 1855 wurde die North Carolina Railroad durch Davidson County gebaut und erreichte Thomasville am 9. November. Am 8. Januar 1857 wurde Thomasville als Gemeinde gegründet und nahm eine Quadratmeile ein, wobei die Eisenbahnlinie die Stadt in einen nördlichen und einen südlichen Teil teilte.
Thomasville entwickelte sich bald zu einem Zentrum der Möbelindustrie. Long Bill Whiteheart war möglicherweise der erste, der Möbel herstellte; er fertigte zu Hause Stühle mit geteiltem Boden an. D.S. Westmoreland stellte ab 1866 ebenfalls zu Hause Stühle her, seine Fabrik in der späteren Randolph Street wurde 1879 gebaut, brannte aber 1897 ab und wurde nicht wieder aufgebaut. Die älteste Fabrik, die 1990 noch stand, war die von Standard Chair, die 1898 gebaut wurde. Andere Möbelfirmen waren Lambeth Furniture, Thompson Chair, und Queen Chair Company. Thomasville Chair, gegründet 1904, wurde bald der führende Möbelhersteller der Stadt. Bis 1916 wurden stadtweit 2000 Stühle pro Tag hergestellt.

## Demografie
Nach einer Schätzung von 2019 leben in Thomasville 26.649 Menschen. Die Bevölkerung teilte sich im selben Jahr auf in 76,0 % Weiße, 17,7 % Afroamerikaner, 0,2 % amerikanische Ureinwohner, 0,8 % Asiaten, 2,4 % mit zwei oder mehr Ethnizitäten. Hispanics oder Latinos aller Ethnien machten 16,9 % der Bevölkerung aus. Das mittlere Haushaltseinkommen lag bei 40.648 US-Dollar und die Armutsquote bei 19,7 %.

## Sehenswürdigkeiten
Thomasville wurde um das örtliche Eisenbahnsystem herum gebaut und beherbergt das älteste Eisenbahndepot des Bundesstaates, das nur wenige hundert Meter von dem bekanntesten Wahrzeichen der Stadt, dem Big Chair, entfernt ist. Der ursprüngliche Big Chair wurde 1922 von der Thomasville Chair Company (heute Thomasville Furniture Industries) aus Holz und Schweizer Ochsenfell konstruiert, um die damals bedeutende Möbelindustrie der Stadt widerzuspiegeln. Dieser Stuhl wurde jedoch 1936 verschrottet, nachdem er 15 Jahre lang der Witterung ausgesetzt war. Im Jahr 1951 wurde eine größere Betonversion des Stuhls in Zusammenarbeit mit lokalen Unternehmen und Bürgerorganisationen errichtet und steht noch heute. Der Big Chair erlangte 1960 nationale Aufmerksamkeit, als der damalige Präsidentschaftskandidat Lyndon B. Johnson bei einem Wahlkampfstopp seine Anhänger auf dem Denkmal begrüßte.

## Söhne und Töchter der Stadt
- Walter Lambeth (1896–1961), Politiker
- Mickey Hawks (1940–1989), Rock’n’Roll-Musiker